# بيلي بوي
بيلي بوي (بالإسبانية: Billy Boy)‏ هو مصارع محترف مكسيكي، ولد في 9 يونيو 1977 في ولاية غيريرو في المكسيك.

## روابط خارجية
- بيلي بوي على موقع CageMatch worker (الإنجليزية)
- بيلي بوي على موقع قاعدة بيانات المصارعة على الإنترنت (الإنجليزية)